# Carex trachycarpa
Carex trachycarpa là một loài thực vật có hoa trong họ Cói. Loài này được Cheeseman publ. 1892 mô tả khoa học đầu tiên năm 1891.